# Lexus RX
Lexus RX är en 5-dörrars SUV designad och tillverkad av Lexus. Modellen presenterades i slutet av 1997 som Toyota Harrier men exponerades som Lexus RX 1998. Första generationen tillverkades från 1997 till 2003. Det interna projektnamnet för RX generation 1 var XU10. Den andra generationen började tillverkas 2003 och hade en femväxlad automatlåda med manuell växling och en ny luftfjädring. Det interna projektnamnet var XU30. Den tredje generationen (AL10) producerades mellan 2008 och 2015. Den fjärde generationen presenterades 2015 under projektnamnet AL20.

## Första generationen (1997 – 2003)
Första generationen Lexus RX lanserades 1997 som Toyota Harrier men introducerades som Lexus RX 1997. I Europa såldes modellen med en 3,0-liter V6 motor med 148 kW (201 hk) och såldes endast med framhjulsdrift. År 2000 omarbetades modellen .

## Andra generationen (2003-2008)
Den andra generationen av Lexus RX lanserades i januari 2003. Den viktigaste nyheten var den femväxlade automatlådan med manuella växlingsalternativ och en ny luftfjädring. 2006 lanserades hybriden RX 400h med bakhjulsdrift.
Modeller
- RX 300: 3,0 liters V6-bensinmotor 150 kW (204 hk)
- RX 330: 3,3 liters V6-bensinmotor 171.5 kW (230 hk)
- RX 350: 3,5 liters V6-bensinmotor 203 kW (276 hk)
- RX 400h: 3,3 liters V6-bensinmotor / hybrid 155 kW (211 hk)

## Tredje generationen (2008-2015)
I april lanserades den tredje generationen av RX-serien. Den nya modellen var längre och bredare men var plattare och betydligt tyngre. På Geneva motor show 2012 visades en ny version av 450h upp med tre utrustningsnivåer – Business, Comfort och Executive.
Tekniska specifikationer för Lexus RX 450h
- Motor: 3,5- liters bensinmotor V6- motor
- Effekt: 183 kW (249 hk)
- Vridmoment: 317 Nm vid 4800 r/min
- Främre elmotor max effekt 167 hk (123 KW) och bakre elmotorn max effekt 68 hk (50 kW)
- Max effekt: Bensin och el 299 hk (220 kW)
- Acceleration: 0–100 km/h 7,8 s.
- Toppfart: 200 km/ h

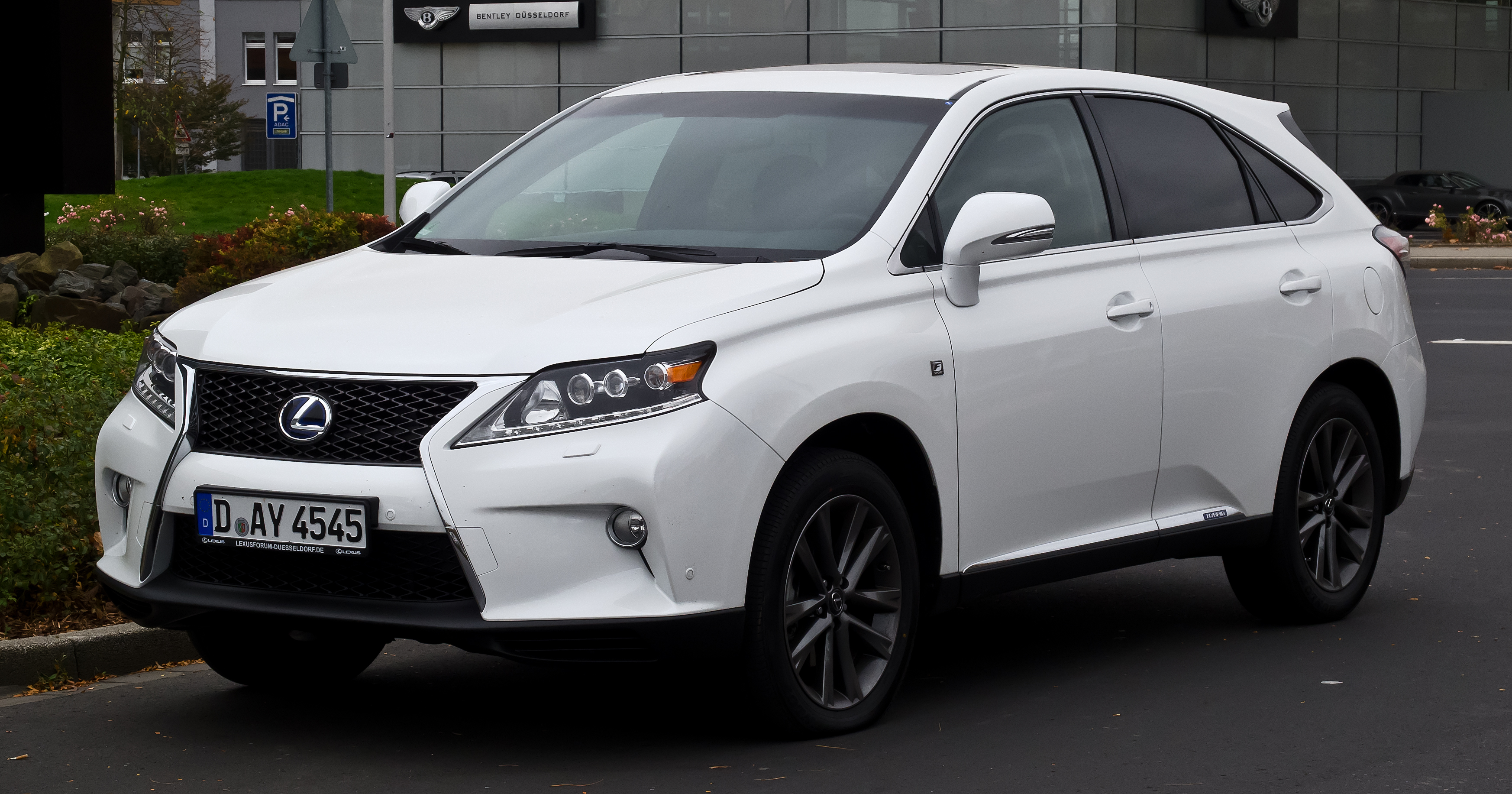
Lexus RX 450h (2012−)
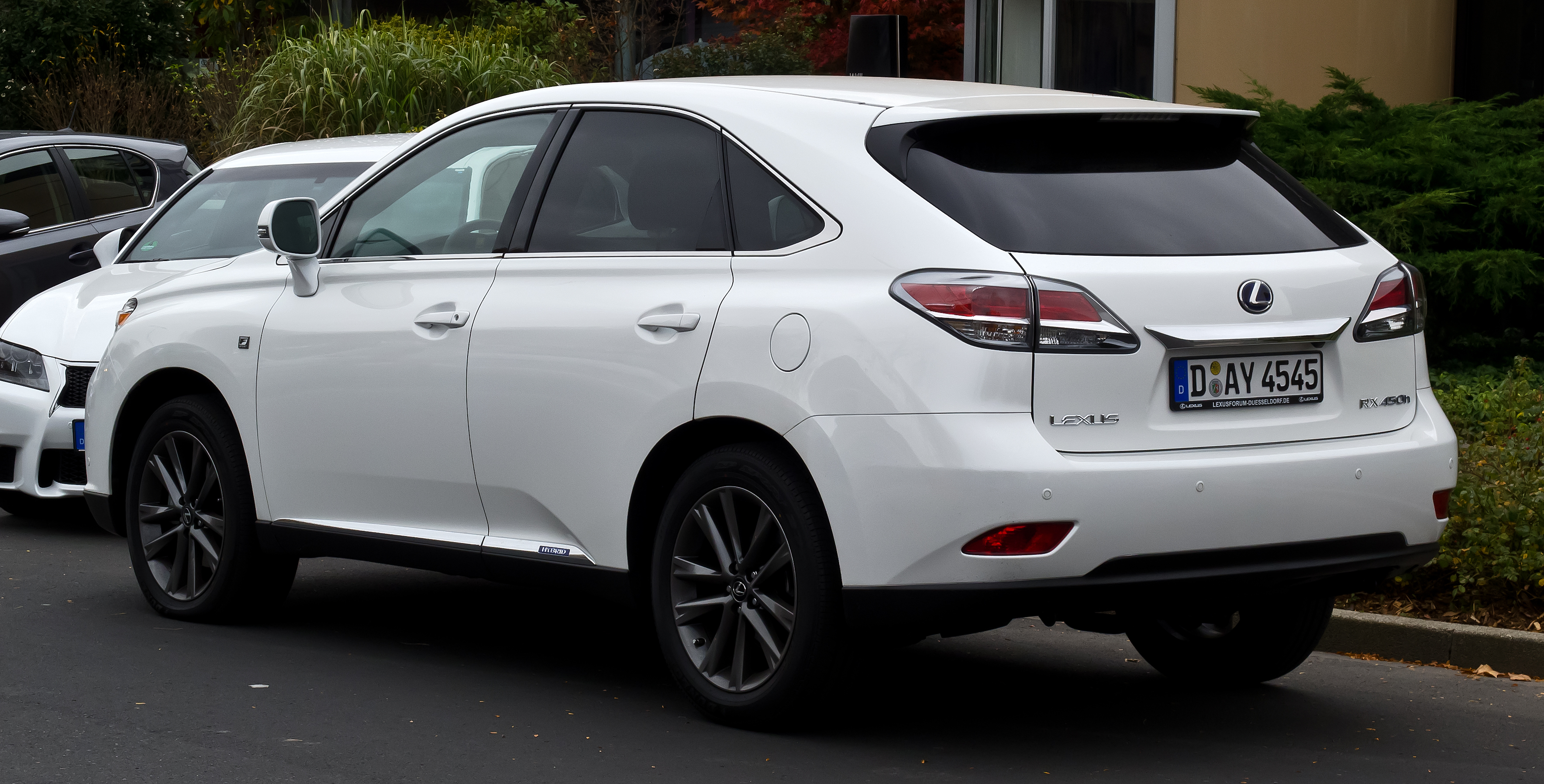
Lexus RX 450h F Sport